# Parker Bridwell
Pour les articles homonymes, voir Bridwell.
Parker Alan Bridwell (né le 2 août 1991 à Hereford, Texas, États-Unis) est un lanceur droitier de la Ligue majeure de baseball qui a joué pour les Orioles de Baltimore puis les des Angels de Los Angeles entre 2016 et 2018.

## Carrière
Parker Bridwell est choisi par les Orioles de Baltimore au 9e tour de sélection du repêchage de 2010.
Il fait ses débuts dans le baseball majeur avec Baltimore le 21 août 2016 et apparaît dans seulement deux matchs des Orioles, allouant 5 points mérités en 3 manches et un tiers lancées en relève.
Il est transféré le 17 avril 2017 aux Angels de Los Angeles, qui l'utilisent comme lanceur partant.